# Гераськівка
Гера́ськівка — село в Україні, у Марківській селищній громаді Старобільського району Луганської області. Населення становить 356 осіб.

## Розташування
Село розташоване за 10 км від центру громади селища Марківка. Найближча залізнична станція — Кантемирівка, за 30 км.

## Історія
Село засноване у 1732 році. Назва села походить від імені першого поселенця — козака на ім'я Герасько.
У 1922 році утворено Гераськівську сільську раду, а в 1929 році організований колгосп ім. Калініна.
Село постраждало внаслідок геноциду українського народу, вчиненого урядом СРСР у 1932—1933 роках, кількість встановлених жертв — 99 людей.
У роки німецько-радянської війни село Гераськівка переходило з рук в руки п'ять разів і було спалене і розгромлене нацистами повністю. 65 жителів села брали участь у війні, 41 з них не повернувся, 24 — нагороджені бойовими орденами та медалями. У братській могилі поховано 206 солдатів, які загинули при визволенні села.
У Гераськівці знаходилась центральна садиба колгоспу ім. Карла Маркса, що спеціалізувалася на тонкорунному вівчарстві. Також були розвинуті виробництво зерна та м'ясо-молочне тваринництво. У колгоспі за 1966–1975 рр. побудовано 8 фермерських приміщень, 2 зерносховища, гараж та водопровід.
Орденами та медалями нагороджено 10 трудівників села. Іван Афанасійович Лоза, Яків Михайлович Костів нагороджені орденом Леніна; Василь Миколайович Прищепа — орденом «Знак пошани», Антон Федорович Соколенко — двома орденами Трудової Слави.
Житель села Григорій Сергійович Кириченко — воїн-інтернаціоналіст, Герой Російської Федерації. Олександр Васильович Бабенко — заслужений будівельник Російської Федерації.
У 1970 році побудована Гераськівська ЗОШ I—III ступенів, у якій навчали 250 учнів, функціонувала вона до 2011 року.

## Інфраструктура
У селі працюють фельдшерський пункт, вузол поштового зв'язку, 3 магазини, Гераськівський сільський Будинок культури, бібліотека.

## Сільська рада
Гераськівська сільська рада включає села Гераськівка, Рудівка та Тернівка.
На даний час головою сільської ради обрана Ніна Іванівна Плахотя.
На території сільської ради функціонує сільськогосподарське товариство ТОВ «Лотуре-агро» підрозділ «Нива», керівник — Анатолій Олександрович Білокобильський.

## Пам'ятки
Поблизу села розташований загальнозоологічний заказник місцевого значення «Гераськівський».